# 岐阜聖徳学園大学附属高等学校
岐阜聖徳学園大学附属高等学校（ぎふしょうとくがくえんだいがくふぞくこうとうがっこう）とは、かつて岐阜県岐阜市に所在し、学校法人聖徳学園が設立した私立高等学校。
岐阜聖徳学園大学附属中学校との間では併設型中高一貫教育が行われていたが、清翔高等学校（岐阜市中鶉1-50）との合併・引き継ぎにより2010年4月1日以降は生徒募集を停止し、2012年3月31日に最後の在籍者の卒業をもって廃止になったが、学園名変更により岐阜聖徳学園高等学校として存続中。www.shotoku.jp ただし岐阜聖徳学園大学附属中学校は引き続き存続している。

## 教育内容・方法

### 教育課程の類型
岐阜聖徳学園大学附属高等学校には、次に掲げる大学進学準備のコース制が採用されていた。
- 特進コース（国公立大学進学希望者向け、文系・理系に区分、5教科重視）
  - 　国語、社会（地理歴史・公民）、数学、理科及び英語の週間授業時間数が多めに配当された。
- 進学コース（市立大学進学希望者向け、文系・理系に区分、3教科重視）
  - 文系では国語・社会・英語の3教科に、理系では数学・理科・英語の3教科の週間授業時間数が多めに配当された。

### 大学への特別推薦制度
岐阜聖徳学園大学附属高等学校では、岐阜聖徳学園大学及び本願寺関係の私立大学への進学の際には、指定校入学試験の枠があった。

### 土曜学校と課外授業
岐阜聖徳学園大学附属高等学校においては、土曜学校などが行われ、放課後にはオープンセミナーが行われていた。

## 学校行事
岐阜聖徳学園大学附属高等学校では、次の行事が行われていた。この項目では、岐阜聖徳学園大学附属高等学校特色のある行事に限り列挙する。
- 4月 - 対面式、育友会総会、京都西本願寺参拝
- 5月 - 保護者と話す会（第1学年の保護者）、卒業生と話す会（第2学年）
- 6月 - 岐阜聖徳学園大学特別講座
- 7月 - 進学わくわくライブ
- 9月 - 学校祭（体育祭及び文化祭）
- 10月 - 高等学校第1学年コース説明会と生活課題発表会、オープンハウスINカラフルタウン、中国への修学旅行（第2学年、12月に報告会）
- 11月 - 球技大会
- 12月 - クリスマスコンサートINカラフルタウン
- 1月 - 車椅子の贈呈、清掃活動（第1学年）
- 3月 - 生徒会企画「トイレ磨きは心の磨き」

## 施設
岐阜聖徳学園大学附属高等学校が閉校する前には次の施設があった。
- PCroom
- 化学室
- 物理室
- 図書室

## 系列校
- 岐阜聖徳学園大学
- 岐阜聖徳学園大学短期大学部
- 岐阜聖徳学園高等学校
- 岐阜聖徳学園大学附属中学校
- 岐阜聖徳学園大学附属小学校
- 岐阜聖徳学園大学附属幼稚園

## 著名な卒業生
- 平山浩行（俳優）[5]
- 登龍亭獅鉄（落語家）